# Taylors Island
Taylors Island (île de Taylor) est une île de la baie de Chesapeake, secteur non constitué en municipalité qui fait partie du comté de Dorchester dans la région de l'Eastern Shore du Maryland, (Maryland-États-Unis).

## Historique
Cette île est connue pour la chasse, la pêche aux crabes et la pêche traditionnelle. L'île se trouve dans l'ouest du comté de Dorchester, sur la rive est de la baie de Chesapeake, sur la péninsule de Delmarva. Elle est séparée du continent à l'est par Slaughter Creek. La Maryland Route 16 (en) mène au nord-est de Taylors Island jusqu'à Cambridge, le siège du comté de Dorchester.

## Sites remarquables
- Ridgeton Farm (en) [1], de style italianisant, est inscrite au Registre national des lieux historiques depuis 1977,
- la Bethlehem Methodist Episcopal Church (en) [2] depuis 1979,
- la Grace Episcopal Church Complex (Taylor's Island, Maryland) (en) [3] depuis 1979.
- Taylors Island Wildlife Management Area (en) est une aire protégée [4] couvrant des marais littoraux, des zones forestières et des champs en jachère

## Galerie

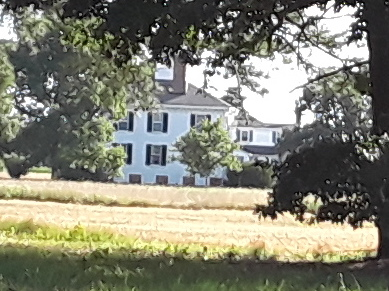
Ridgeton Farm
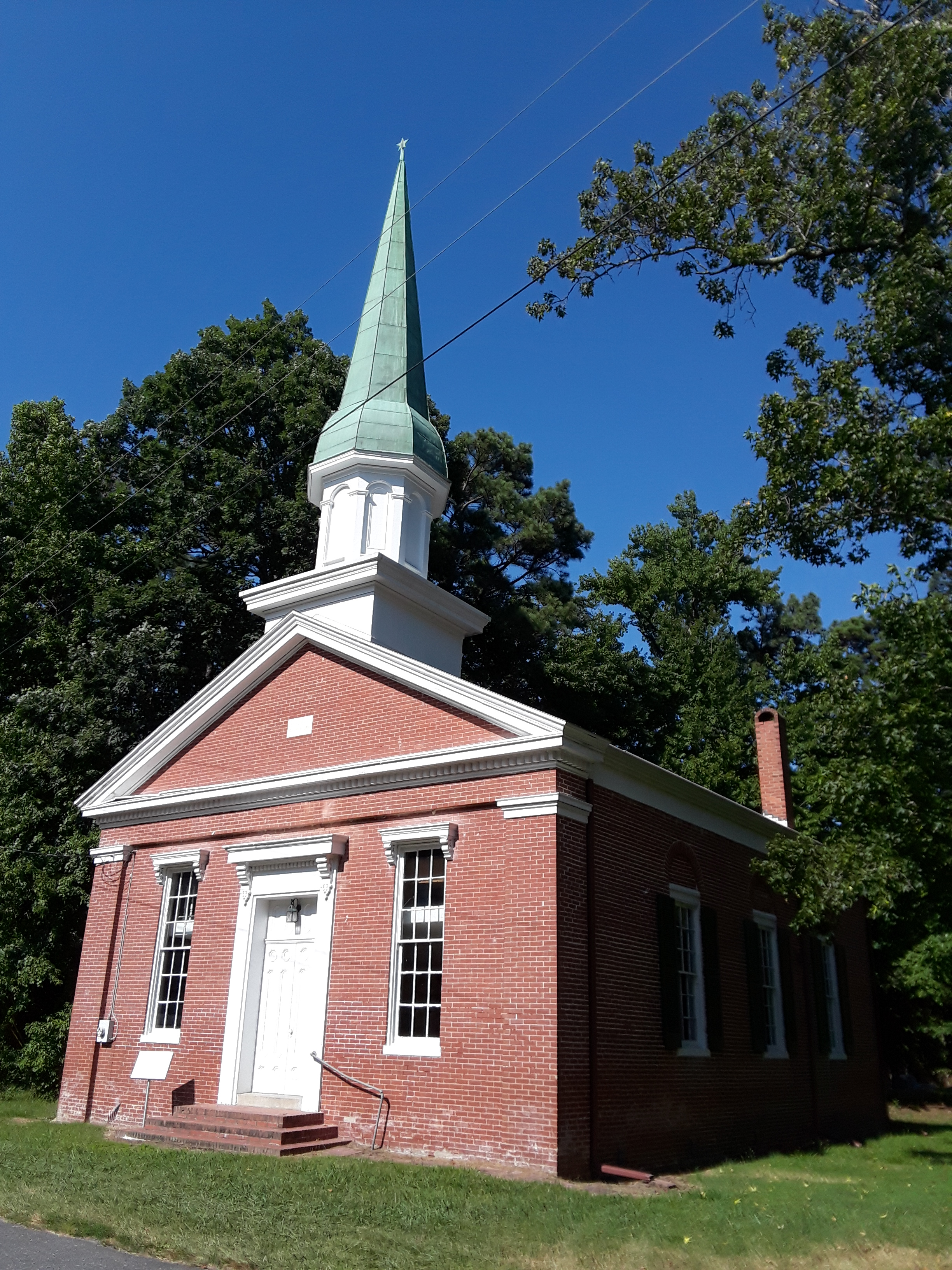
Bethehem Methodist Church
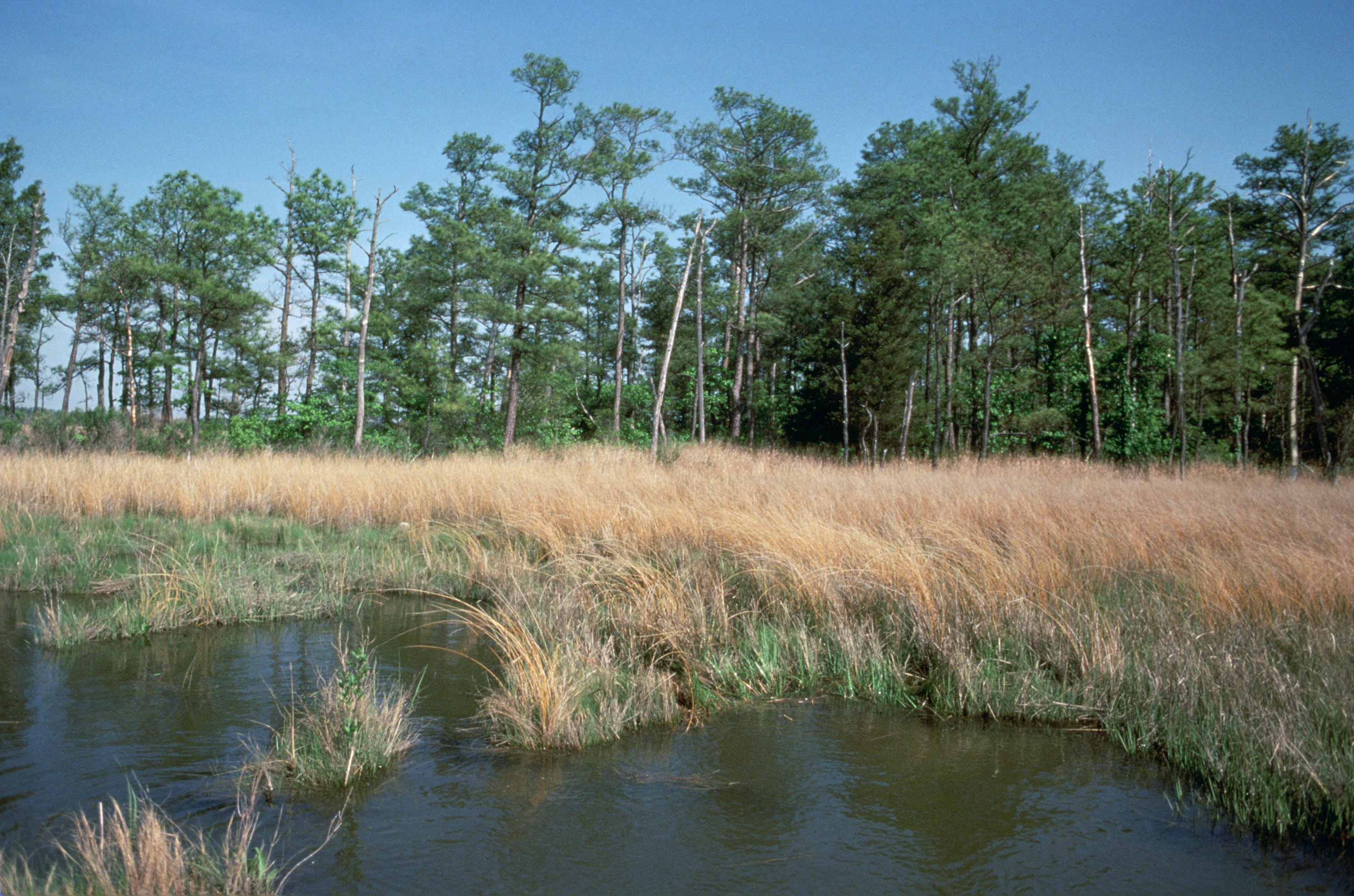
Taylor's Island Wildlife Management Area